# Terms and Conditions May Apply
Terms and Conditions May Apply (v Česku na festivalech promítaný pod názvy Souhlasím s podmínkami a Pozor na smluvní podmínky) je dokumentární film. Film se zabývá nebezpečími vzdání se soukromí, kdykoliv uživatel klikne na „souhlasím“ u online smluv, které uživatel často ani nečte. Film byl uveden v době, kdy Edward Snowden uveřejnil informace o shromažďování digitálních informací o uživatelích s pomocí velkých společností jako je Facebook.
Film začíná pohledy na zaškrtávátko položky „souhlasím s podmínkami“ na několika stránkách a po té následuje sekvence kliknutí na tlačítko „registrovat“ na těchto stránkách. Po té následují dvě animované ukázky návštěvy lékaře, jedna z reálného světa a druhá ze světa, ve kterém by byly uplatňovány přístupy používané na internetu.
V první ukázce muž vejde do kliniky, vrátný mu nabídne lahvičku s alkoholem, který muž odmítne. Muž vstoupí do výtahu, ve kterém si přečte zprávu od svojí ženy, na kterou odpoví. Po té jde dlouhou chodbou s mnoha dveřmi až k těm s jeho lékařem. Zdravotní sestra ho nechá podepsat jednostránkový informovaný souhlas a muž je následně ošetřen lékařem. Po ošetření muž odchází z kliniky.
V druhé ukázce má muž kufřík s logy různých společností a vejde do kliniky. Vrátný mu kufřík oskenuje a nalepí mu na něj další logo. Mezitím ho další lékaři a prodejci lákají k jejich návštěvě a k zakoupení jejich produktů. Muž vejde do výtahu, na jehož stěnách a podlaze se objeví velké reklamy. Muž si přečte zprávu od svojí ženy, na kterou odpoví. Po té se objeví dva muži nabízející mužovi ve výtahu zeleninu, jakožto reakci na obsah zprávy od manželky. Muž jde dlouhou chodbou plnou otevřených dveří, ve kterých je vždy někdo, kdo ho láká k návštěvě dané ordinace. Když se muž otočí, vidí, že za sebou nechává stopu. Také si všimne kamery, pomocí které ho sleduje několik lidí a dělají si poznámky o tom, jak se muž chová. Když vejde do ordinace, zdravotní sestra mu nechá podepsat licenční podmínky na velmi dlouhém papíru. Když muž podepíše, dokument s jeho souhlasem je rozmnožen a rozdistribuován po celých Spojených státech amerických. Lékař prohlíží pacienta a na tabuli napíše několik problémů, po té dá muži leták s reklamou na krém. Po vyšetření muž odchází z kliniky, před klinikou ho zastaví pojišťovací agent s informací, že je mu zvýšeno pojistné kvůli zvýšenému riziku problému s chodidly a zvýšenému riziku alkoholismu. Před klinikou je muž natáčen kamerou.
Následuje výčet, kolik času lidé stráví čtením licenčních podmínek a je prováděno interview s několika lidmi.
Zástupce společnosti Apple je tázána, kolik procent lidí si opravdu přečte jejich licenční podmínky. Zástupce na to odpoví, že neví, ale že všichni musí s těmito podmínkami souhlasit.
Rakouskému studentovi se podaří od Facebooku získat dokument, který obsahuje veškeré informace, které o něm Facebook uchovává. Dokument obsahuje 1200 stránek dat, které o studentovi Facebook získal za méně než tři roky.
Autoři filmu si s pomocí Google najdou adresu, kde žije Mark Zuckerberg a vydají se ho navštívit. Čekají před jeho domem, než se Mark Zuckerberg objeví na chodníku, a snaží se mu položit několik otázek. Režisér filmu Cullen Hoback se ptá Marka Zuckerberga, zda si pořád myslí, že soukromí patří minulosti a jaké jsou jeho skutečné názory na soukromí. Mark Zuckerberg se místo odpovědi zeptá, zda natáčejí a zda by mohli nenatáčet. Cullen Hoback vypne kameru a Mark Zuckerberg se uvolní, neboť si není vědom toho, že Cullen Hoback pokračuje v natáčení druhou kamerou skrytou v brýlích. Po té Mark Zuckerberg žádá Cullena Hobacka aby se spojil s oddělením pro styk s veřejností Facebooku.